# Єнакієве (станція)
Єна́кієве — проміжна залізнична станція Донецької дирекції Донецької залізниці на лінії Кринична — Вуглегірськ між станціями Щебенка (6 км) та Волинцеве (5 км). Розташована у місті Єнакієве Донецької області.

## Історія
Станція відкрита 1904 року під час будівництва залізниці Ясинувата — Вуглегірськ.

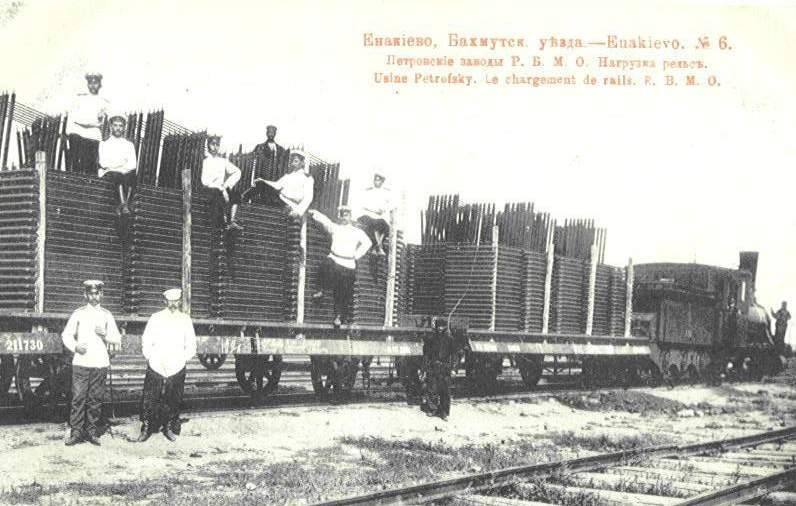
Дореволюційна листівка
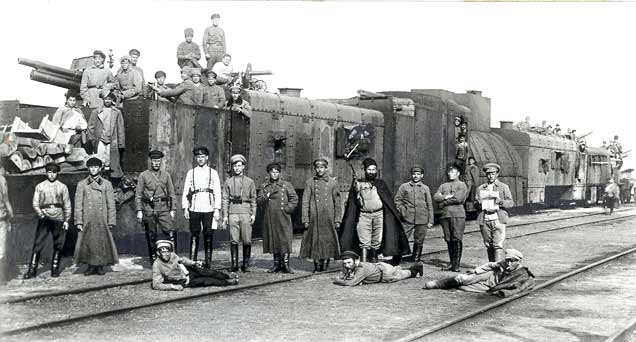
Більшовицький бронепоїзд «Грім», Єнакієве, розбитий білогвардійцями під Ясинуватою (1919)
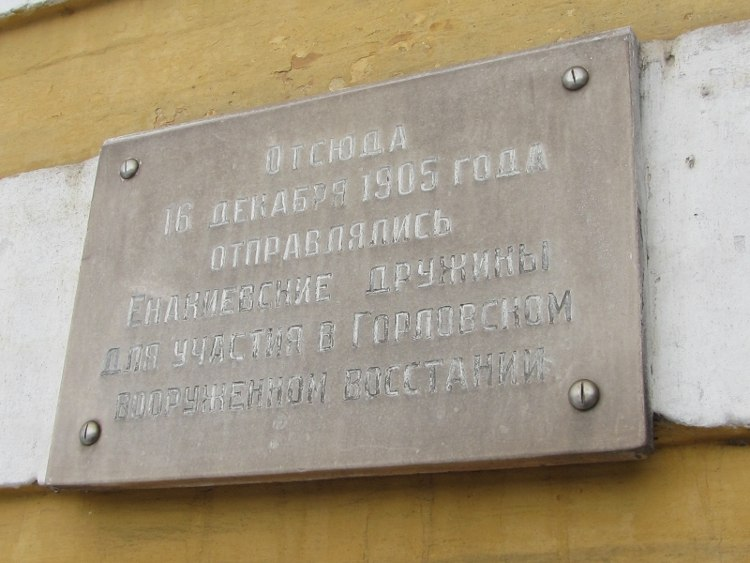
Меморіальна дошка на будівлі вокзалу

16 грудня 1905 року зі станції Єнакієве вирушили єнакієвські бойові дружини для участі у Горлівському збройному повстанні, на честь цієї події на будівлі вокзалу відкрита меморіальна дошка. 

## Пасажирське сполучення

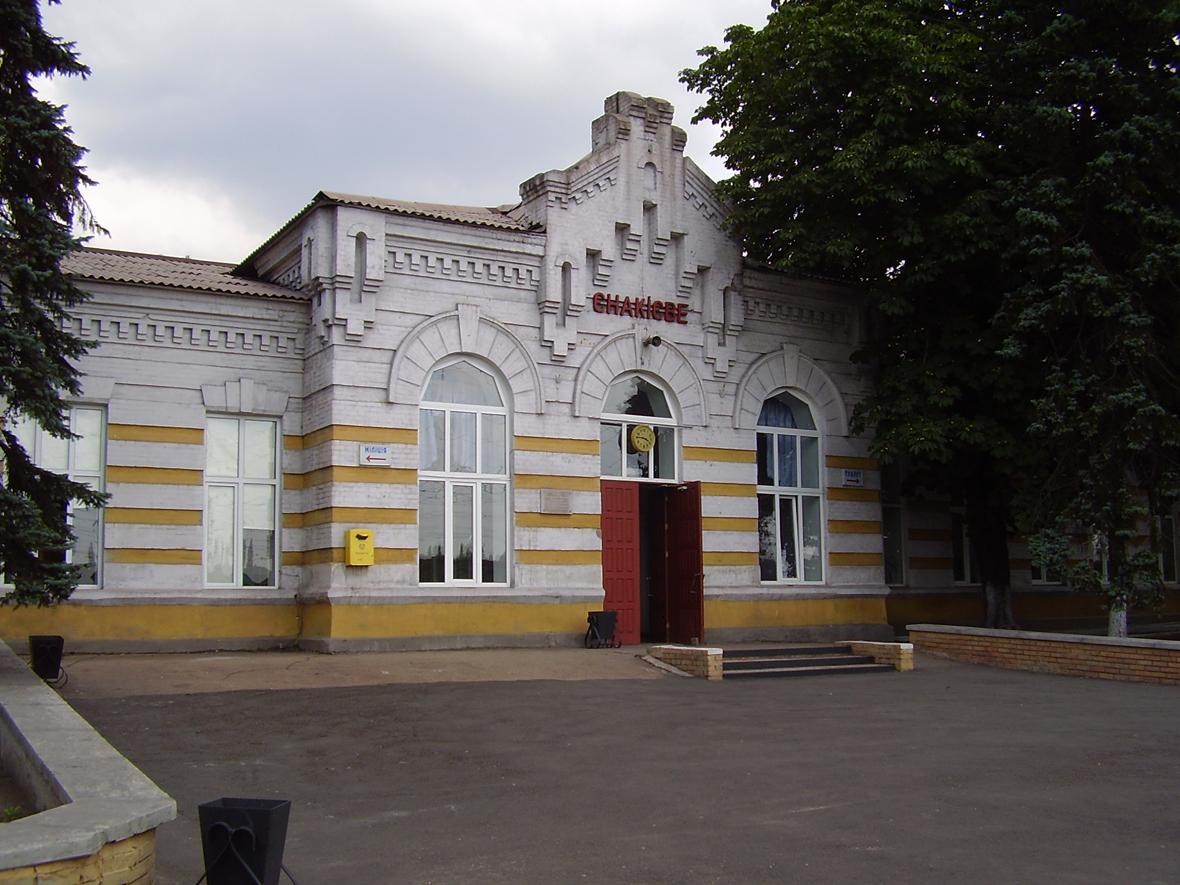
Вокзал станції Єнакієве (2009)

Через військову агресію Росії на сході Україні транспортне сполучення припинене, водночас керівництво так званих ДНР та ЛНР заявило про запуск електропоїздів сполученням Луганськ — Ясинувата.
Станом на 2023 рік курсують приміські поїзди сполученням Макіївка — Дебальцеве / Луганськ.